# Harlem Heat
Gli Harlem Heat sono stati un tag team di wrestling attivo negli anni novanta nella World Championship Wrestling, composto dai fratelli Booker T e Stevie Ray. Il duo vinse il titolo WCW World Tag Team Championship in dieci diverse occasioni.

## Storia

### The Ebony Experience (1992)
Nel 1989 Booker T & Stevie Ray iniziarono a lottare in coppia come The Huffman Brothers nella Western Wrestling Alliance di Ivan Putski. Presto, la WWA cessò di esistere e i due fratelli passarono a federazioni del circuito indipendente fino a quando non furono notati da Skandor Akbar che li portò nella Global Wrestling Federation nel 1992. I due si ribattezzarono The Ebony Experience e conquistarono in breve tempo il GWF Tag Team Championship sconfiggendo i Goodfellows ("Gorgeous" Gary Young & Steve Dane). Il loro primo regno da campioni durò solo una settimana prima di essere sconfitti dai The Blackbirds ("Iceman" King Parsons & Action Jackson). Booker & Stevie Ray riconquistarono le cinture tag team a settembre.
Il secondo regno (leggermente più lungo del precedente) terminò per mano dei Rough Riders (Black Bart & Johnny Mantell) il 23 ottobre. La perdita del titolo costrinse Booker T ad operarsi al ginocchio per un infortunio rimediato durante il match. All'inizio del 1993, gli Ebony Experience tornarono in azione scontrandosi con i nuovi campioni di coppia Bad Breed (Axl & Ian Rotten). Il 26 febbraio conquistarono le cinture tag team per la terza volta, diventando l'unica coppia ad averle vinte per tre volte. Questa volta il regno durò fino al 7 maggio quando furono sconfitti dai Sicilian Stallions (Guido Falcone & Vito Mussolini). Poco tempo dopo, Booker T & Stevie Ray lasciarono la federazione per accasarsi alla World Championship Wrestling.

### Harlem Heat (1993-2000)
Nell'agosto 1993, debuttarono come Harlem Heat, con Booker ribattezzato Kole e Lash divenne invece Kane. Venivano indicati come provenienti da Harlem, malfamato quartiere nero di New York a prevalenza afroamericana. Originariamente, la loro gimmick era quella degli "schiavi negri" vinti alle carte dal manager Col. Rob Parker, ma il tutto venne accantonato a causa delle paventate accuse di razzismo che la storyline avrebbe potuto generare. I due divennero una coppia heel e lottarono insieme a Vader e Sid Vicious nel WarGames Match a Fall Brawl 1993, contro Sting, Davey Boy Smith, Dustin Rhodes, e The Shockmaster. Persero l'incontro ma il loro profilo salì di livello grazie alla caratura dei loro avversari.
Nel 1994 Sister Sherri divenne la manager della coppia e i due riacquistarono i nomi Booker T e Stevie Ray,  dietro loro espressa richiesta. Alla fine del 1994, vinsero il primo dei loro dieci WCW World Tag Team Championship, sconfiggendo gli Stars and Stripes (The Patriot & Marcus Alexander Bagwell). Sostituita Sherri con Jacqueline come loro nuova manager, effettuarono un turn face diventando beniamini del pubblico.
Successivamente ebbero feud con The Amazing French Canadians, Public Enemy, The Steiners, e i membri dell'nWo. Stevie dovette prendersi una pausa dal ring di cinque mesi per riprendersi da un infortunio alla caviglia e Jacqueline passò alla World Wrestling Federation mentre Booker si concentrò con successo sulla competizione singola, riuscendo a vincere il WCW World Television Championship durante il periodo d'assenza del fratello. Quando Stevie tornò in WCW, decise di unirsi al New World Order, mentre invece Booker T continuò la sua scalata al successo come wrestler singolo.
Verso la metà del 1999, Booker riuscì a convincere Stevie a lasciare l'nWo e a rimettere insieme la coppia degli Harlem Heat. I due sconfissero Bam Bam Bigelow & Kanyon vincendo ancora una volta i titoli WCW World Tag Team al ppv Road Wild del 1999 prima di riperderli in favore di Barry & Kendall Windham.
Quando i Filthy Animals furono privati dei titoli WCW World Tag Team a causa di un infortunio patito da Rey Mysterio Jr., le cinture furono rese vacanti e messe in palio al ppv Halloween Havoc 1999. In questa occasione, gli Harlem Heat conquistarono il loro decimo ed ultimo titolo WCW World Tag Team Championship battendo i First Family (Hugh Morrus & Brian Knobbs) e i Filthy Animals (Konnan & Billy Kidman) in un match a tre coppie.
Alla fine del 1999, una culturista di nome Midnight si unì agli Harlem Heat. Mentre Booker T sembrava gradire l'aggiunta, Stevie Ray rifiutò di essere da lei aiutato ed iniziò a litigare con Booker T. In seguito, Stevie Ray avrebbe sfidato Midnight in un match che avrebbe deciso la sua permanenza o meno nel gruppo. Dopo essere stato sconfitto dalla donna, Stevie Ray aggredì sia Booker T che Midnight sancendo, di fatto, la fine degli Harlem Heat.

### Reunion (2015)
Il 21 febbraio 2015, Booker T & Stevie Ray si riunirono insieme come Harlem Heat per combattere un ultimo match nella federazione Reality of Wrestling (di proprietà di Booker T) durante l'evento The Final Heat, dove sconfissero gli Heavenly Bodies vincendo il ROW Tag Team Championship. Il 14 marzo i titoli furono resi vacanti.

## Nel wrestling

### Mossa finale
- Big Apple Blast (Elevated bearhug (Stevie) / Harlem Sidekick (Superkick) (Booker))

### Manager
- Gary Hart
- Gaston B. Means
- Col. Rob Parker
- Sister Sherri
- Jacqueline
- Midnight
- J. Biggs
- Cash / Kash (Teddy Reade)

### Musiche d'entrata
- Rap Sheet di Rene De Wael & Didier Leglise (1993–1998, 1999–2000, 2015) (WCW & ROW)

## Titoli e riconoscimenti
- Global Wrestling Federation
  - GWF Tag Team Championship (3)
- Pro Wrestling Illustrated
  - 62º tra i 100 migliori tag team secondo PWI Years (2003)
  - PWI Tag Team of the Year (1995, 1996)
- Reality of Wrestling
  - ROW Tag Team Championship (1)
- World Championship Wrestling
  - WCW World Tag Team Championship (10)
  - WCW World Television Championship (7) – Booker T (6), Stevie Ray (1)
- WWE
  - WWE Hall of Fame (Classe del 2019)